# Liste der Monuments historiques in Kalhausen
Die Liste der Monuments historiques in Kalhausen führt die Monuments historiques in der französischen Gemeinde Kalhausen auf.

## Liste der Bauwerke
| Bezeichnung       | Beschreibung | Standort                              | Kennzeichnung | Schutzstatus | Datum | Bild |
| ----------------- | --- | ------------------------------------- | ------------- | ------------ | ----- | ---- |
| Kapelle St-Martin | romanischer oder gotischer Chor, Schiff nach dem Zweiten Weltkrieg abgebrochen; mit zwei gallorömischen Reliefs in Zweitverwendung | Weidesheim, rue de la Chapelle (Lage) | PA00106793    | Classé       | 1982  |      |